# Pelopidas (geslacht)
Pelopidas is een geslacht van vlinders uit de familie dikkopjes (Hesperiidae).

## Soorten
- Pelopidas agna
- Pelopidas assamensis
- Pelopidas conjuncta
- Pelopidas flava
- Pelopidas jansonis
- Pelopidas lyelli
- Pelopidas mathias
- Pelopidas sinensis
- Pelopidas subochracea
- Pelopidas thrax - Gierstdikkopje